# Carsismo

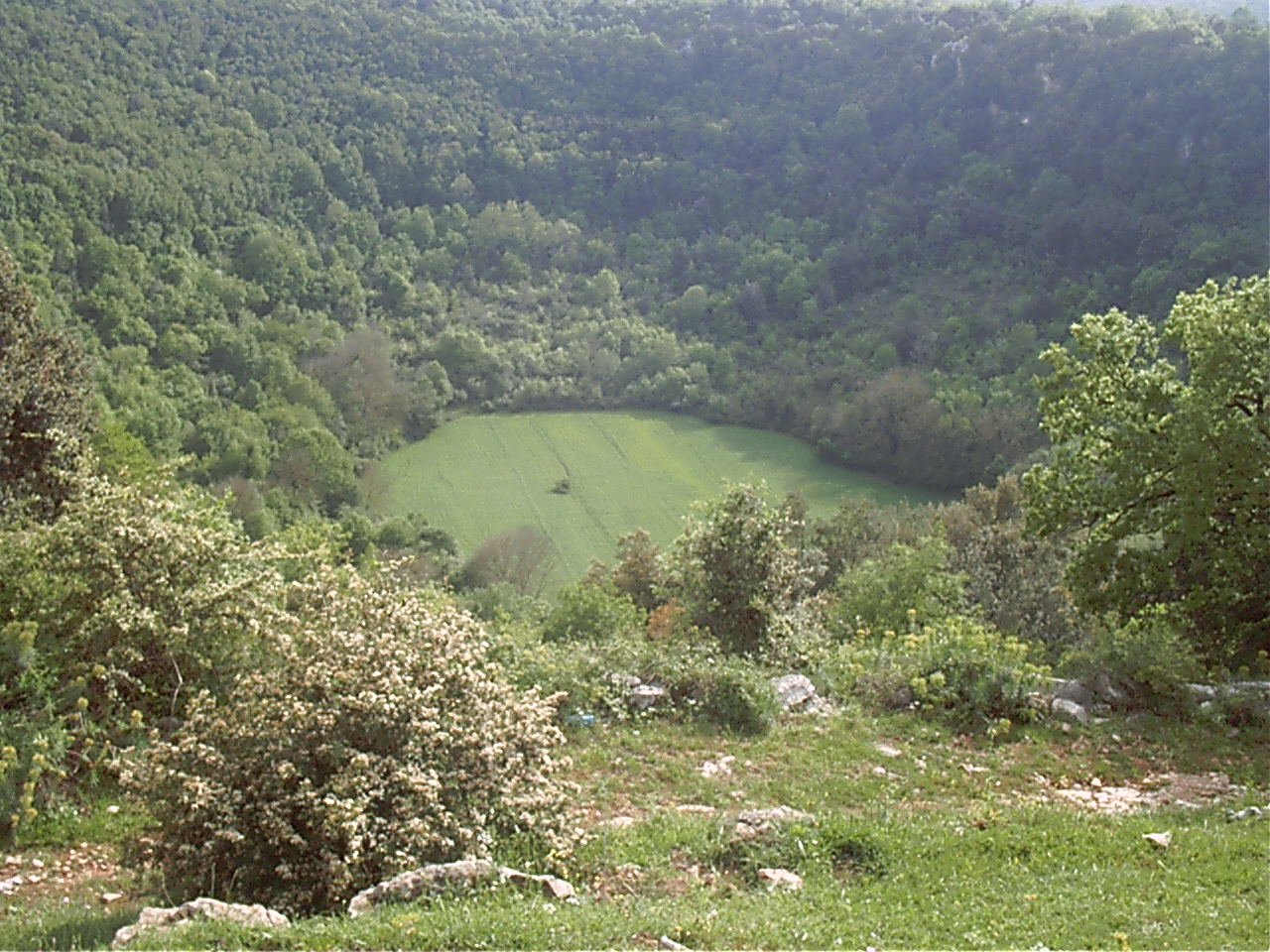
La Pozzatina, un caso esemplare di forma carsica superficiale (dolina), di notevoli dimensioni, situata sull'altopiano del Gargano

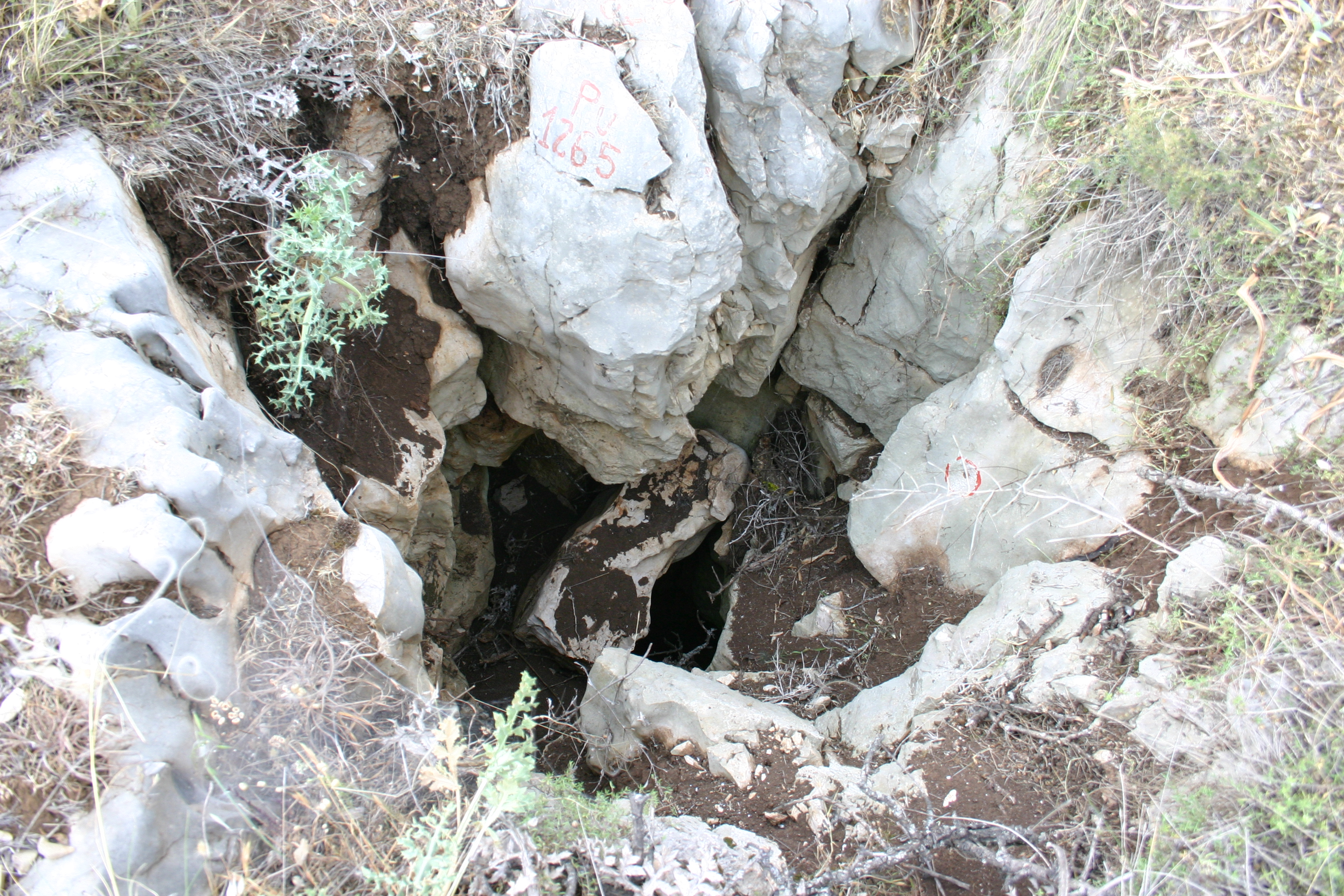
Imboccatura di un piccolo inghiottitoio nell'area carsica dell'Alta Murgia (Puglia)

Il carsismo indica il processo chimico esercitato dall'acqua, in gran parte su rocce calcaree, sia di dissoluzione sia di precipitazione, determinando una precisa e caratteristica tipologia di suolo detta suolo carsico, caratterizzato, oltre che dalla presenza diffusa di rocce calcaree, anche di doline, inghiottitoi e da acqua che filtra facilmente in profondità nel sottosuolo. Il carsismo può essere epigeo o ipogeo.
Le varie espressioni del carsismo si distinguono principalmente per il tipo di substrato roccioso sul quale avvengono. In Italia si conoscono principalmente le forme di carsismo su rocce a matrice calcarea e dolomitica, ma altrove esso si manifesta anche in rocce sedimentarie costituite da sale e da gesso. Il fenomeno in Italia è particolarmente diffuso oltre che nel Carso anche in molte aree montane dell'Appennino centrale e meridionale.

## Storia delle grotte
Dappertutto nel mondo le grotte sono state adibite, sin dagli albori della civiltà umana, a rifugio, abitazione e magazzino, ma gli anfratti più nascosti e profondi come gli abissi o le grotte completamente sotterranee hanno certamente messo in soggezione gli uomini di tutti i tempi. Ecco perché vi si facevano abitare demoni e divinità malvagie, oppure gnomi malefici e creature spaventose. Non meraviglia dunque che una ricerca scientifica delle grotte sia relativamente recente.
Il primo a tentare un approccio scientifico fu lo sloveno Johann Weichart Valvasor che già nel XVII secolo corrispondeva con l'inglese Royal Society sugli aspetti della regione carsica. Parecchio più tardi, nel 1784, l'austriaco J.N. Nagel, su incarico dell'imperatore Francesco I, descrisse e disegnò alcune grotte del Carso triestino. Ma la prima teoria sul carsismo risale solo al 1771 e la si deve ai fratelli Gruber di Lubiana che ipotizzarono una serie di crolli di grotte antiche come causa del percorso sotterraneo dei fiumi; questa teoria spiegherebbe i fiumi “a scomparsa” e alcuni tipi di doline. I due fratelli diedero anche una valida spiegazione dei laghi che si prosciugavano, ma le loro deduzioni sembrarono troppo fantasiose e caddero nel dimenticatoio.

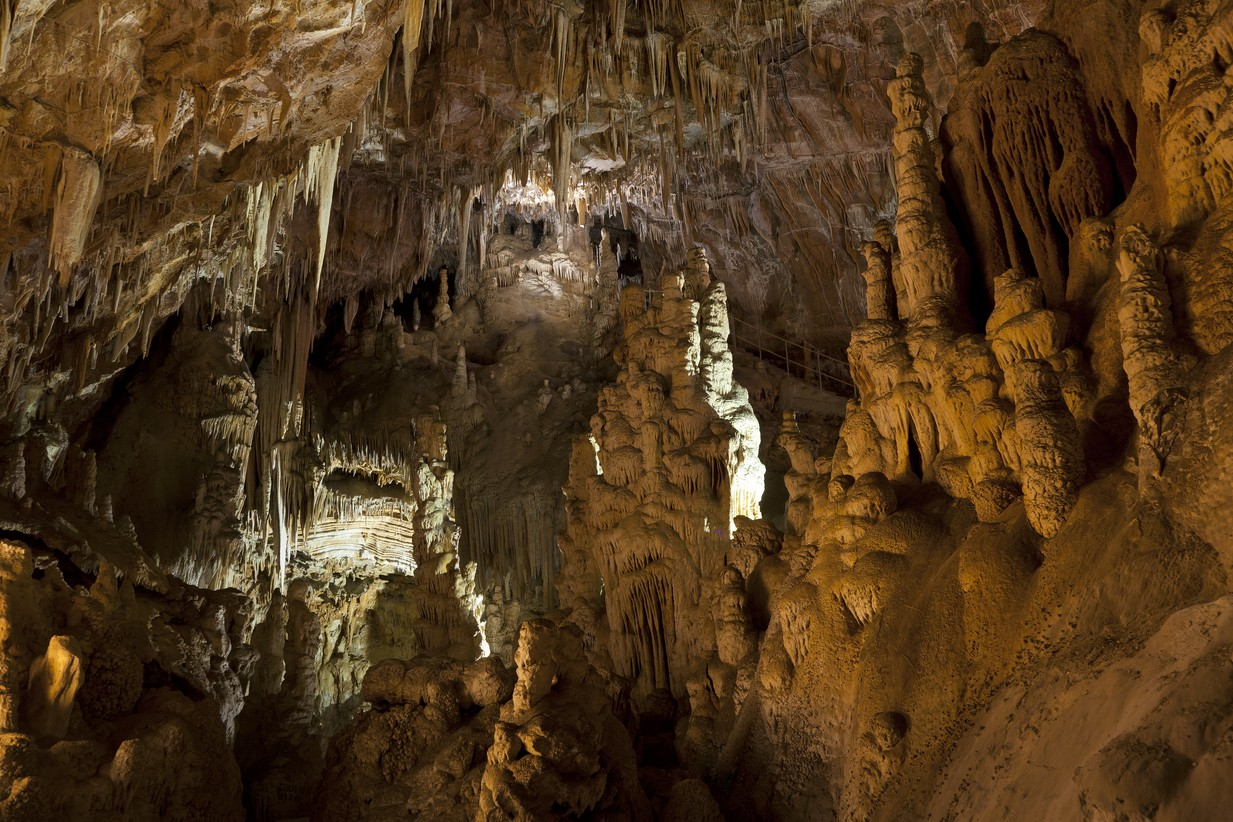
Grotta Torri di Slivia, grotta molto antica e ricchissima di concrezioni, lungo l'antico percorso del fiume Timavo.

Una diversa spiegazione del carsismo fu presentata nel 1778 dallo scienziato austriaco Belsazar Hacquet che insisteva sulla teoria della corrosione. È da notare che egli sosteneva la presenza di un acido nella pioggia, acido che andava a corrodere la calce latente nella pietra. Era la teoria giusta, ma gli scienziati dell'epoca non accettarono né l'acido nella pioggia né la calce nella pietra. Anche Hacquet fu dimenticato. La teoria fu poi ripresa da un aristocratico triestino appassionato di geologia, il conte Franz Anton Marenzi, membro dell'Accademia Austriaca delle Scienze e ufficiale dell'esercito austroungarico, che la rilanciò e la rielaborò così come è studiata oggi.
Oggi sappiamo che avevano ragione sia i Gruber sia Hacquet: il carsismo e il paesaggio da esso generato è sia la conseguenza di cause predisponenti, come le deformazioni dovute a movimenti tettonici, sia dall'erosione chimica dovuta all'acqua piovana.

## Il processo di costruzione naturale
Esso generalmente si articola in due fasi (dissolutiva e costruttiva), che possono alternarsi più volte a seconda di come varia l'equilibrio della saturazione in H2O della CO2 nella reazione chimica reversibile fondamentale.
- La fase dissolutiva è operata dallo scorrimento superficiale o ipogeo di precipitazioni rese acide dall'anidride carbonica presente nell'atmosfera (vedi reazione 1).
- La fase costruttiva si ha quando l'acqua sotterranea, arricchita (fino alla saturazione) di acido carbonico, sfociando per esempio nell'atmosfera di una grotta, lo rilascia sotto forma di carbonato di calcio insolubile. Tale precipitazione è dovuta alla differenza di temperatura e pressione dell'acqua e alla contemporanea liberazione della CO2 spostando la reazione (vedi reazione 2) verso il CaCO3. Questo va quindi per esempio a formare le stalattiti o le stalagmiti a seconda che l'acqua evapori prima di gocciolare sul suolo oppure dopo.

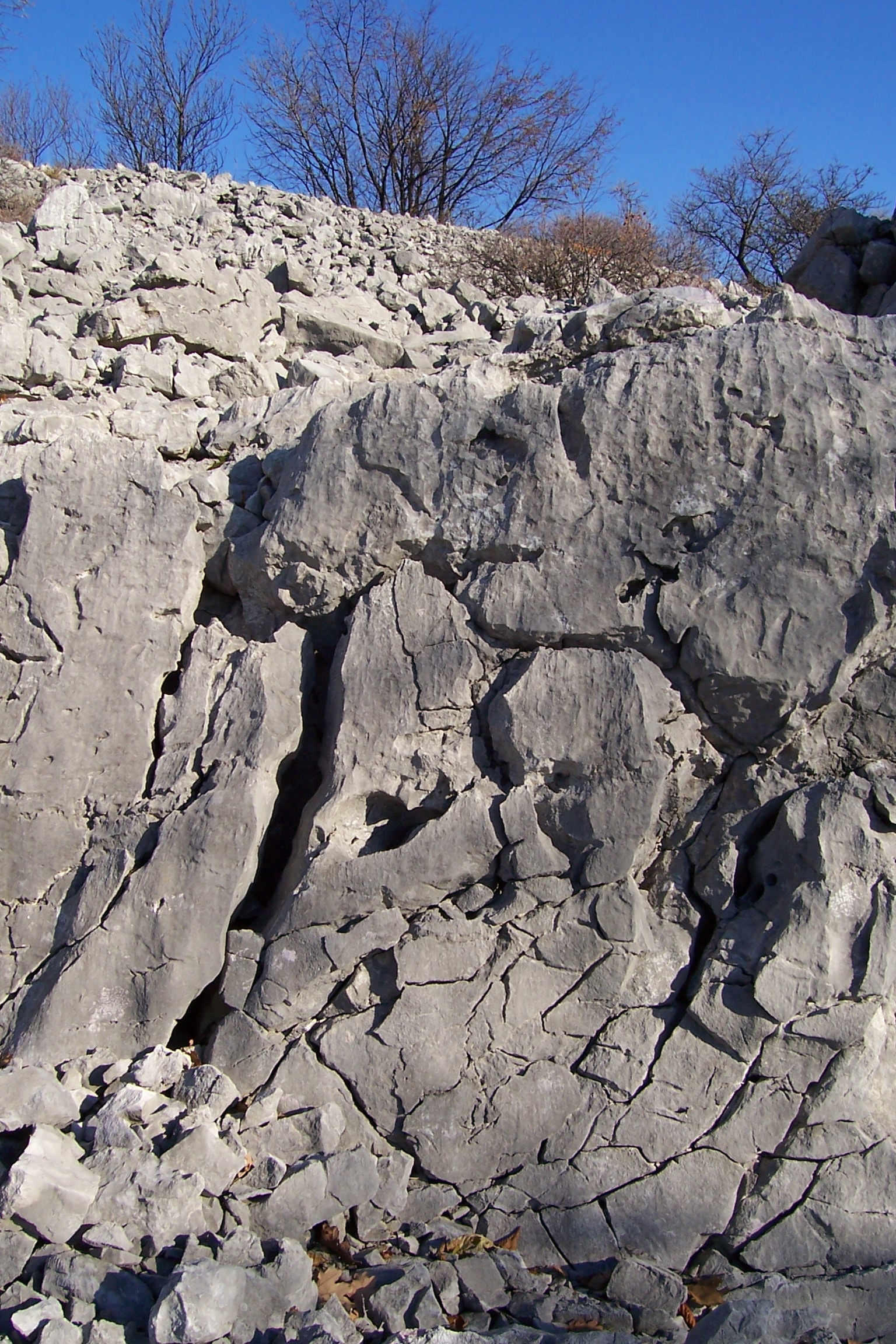
Fenomeni carsici presso Doberdò del Lago, in Friuli-Venezia Giulia, con evidenza di fratture della roccia e di dissoluzione selettiva.

Il carsismo si sviluppa principalmente a seguito della dissoluzione chimica delle rocce calcaree. Il processo rientra nel grande insieme delle azioni di disgregazione compiute dagli agenti esogeni a spese delle rocce affioranti sulla crosta terrestre.

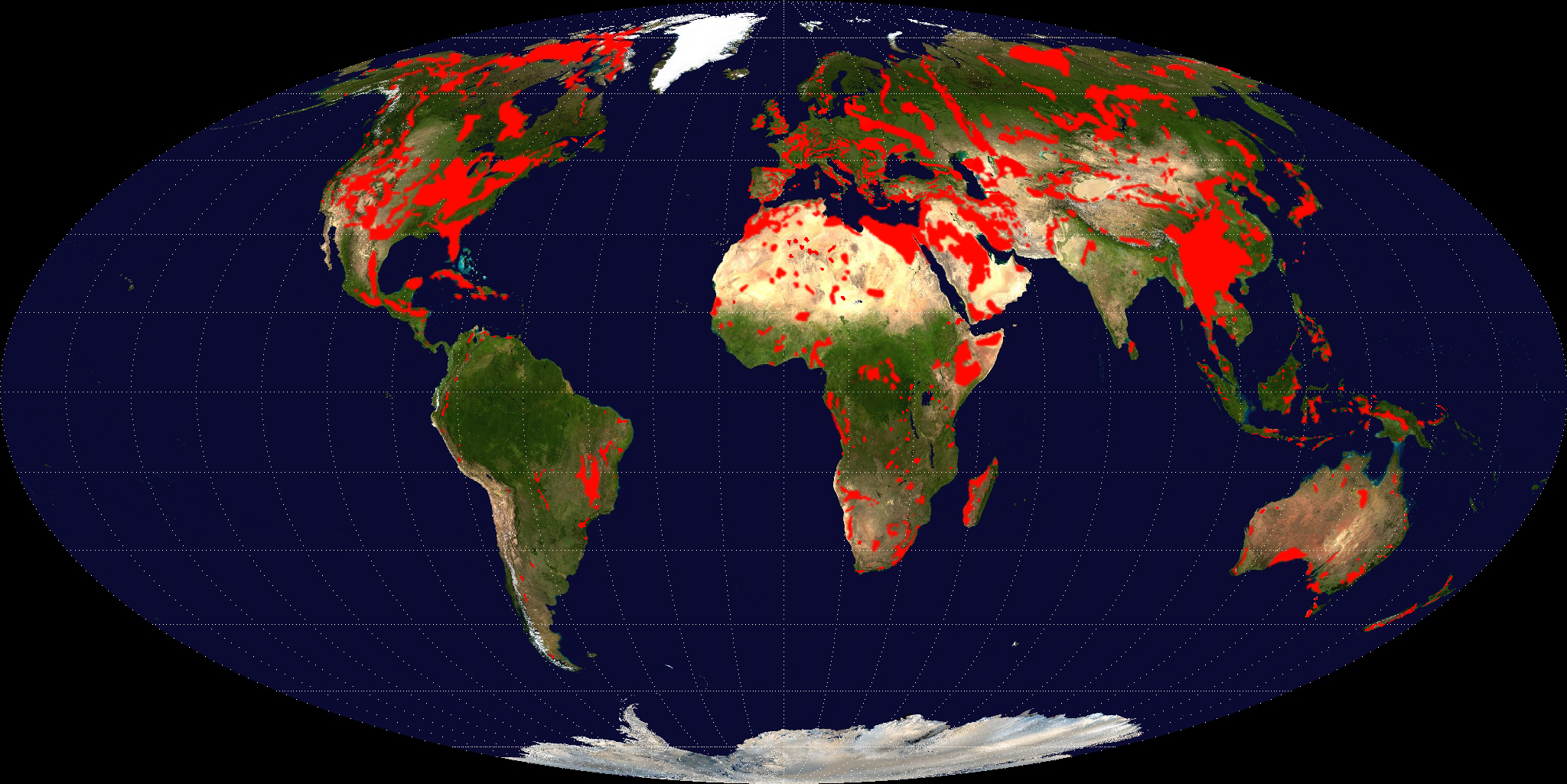
Aree della superficie terrestre ricoperte da formazioni di rocce calcaree.

La corrosione avviene per opera delle acque meteoriche che, oltre a contenere una certa quantità di anidride carbonica atmosferica disciolta al loro interno, scorrendo sulla superficie del suolo e attraversando lo strato superficiale del suolo si arricchiscono ulteriormente di CO2. Queste acque reagiscono con la roccia calcarea intaccandola lentamente, sia in superficie sia infiltrandosi nel reticolo, fino a dare luogo, nell'arco delle ere geologiche, a condotti di dimensioni variabili, che costituiscono i classici acquiferi tipici delle rocce carbonatiche. Infatti le acque ricche di anidride carbonica sono particolarmente aggressive nei confronti del carbonato di calcio.
Con il passare del tempo l'acqua piovana, ulteriormente acidificata dall'azione biologica, discioglie la roccia, sia superficialmente sia in profondità, infiltrandosi per vie di penetrazione spesso impostate sulle linee di frattura o di faglia.
I complessi fenomeni chimici di dissoluzione e precipitazione in ambiente carsico possono essere chimicamente così sintetizzati:
1) {\displaystyle \mathrm {CO_{2}} +\mathrm {H_{2}O} +\mathrm {CaCO_{3}} \longrightarrow \mathrm {Ca(HCO_{3})_{2}} \;}
2) {\displaystyle \mathrm {Ca(HCO_{3})_{2}} \longrightarrow \mathrm {CO_{2}} +\mathrm {H_{2}O} +\mathrm {CaCO_{3}} \;}
Contrariamente al carbonato di calcio (CaCO3) praticamente insolubile, il carbonato acido di calcio (Ca(HCO3)2) si dissocia in acqua in ioni Ca++ e HCO3- che vengono asportati dall'acqua dilavante.
Il materiale non disciolto (es. silice e ossidi metallici) va a costituire i cosiddetti depositi residuali, sovente associati alle forme carsiche.
L'evoluzione del carsismo procede in profondità creando cavità ipogee, arrestandosi solo al contatto con rocce non sottoposte, per contenuto mineralogico, al fenomeno di dissoluzione carsica.
Dal punto di vista geochimico vengono interessati dal processo minerali carbonatici come primariamente la calcite e l'aragonite, ma anche in misura minore la dolomite. Forme di dissoluzione simili, ma che si attuano in modo chimicamente diverso, possono anche formarsi a spese di formazioni gessose e saline; tali forme vengono spesso ricomprese nel fenomeno carsico, anche se a rigore non subiscono il processo di dissoluzione sopra descritto.
L'azione corrosiva dipende dalla natura della roccia, dalla temperatura media stagionale e dalla presenza di precipitazioni. Ecco perché i terreni carsici si trovano prevalentemente nella fascia climatica temperata e in quella intertropicale, dove le condizioni atmosferiche sono più favorevoli, sia per le temperature sia per la quantità di precipitazioni e il conseguente contributo biologico all'acidità della acque percolanti. All'infuori di questa fascia il Carso si trova solo sporadicamente.

## Le forme delle grotte

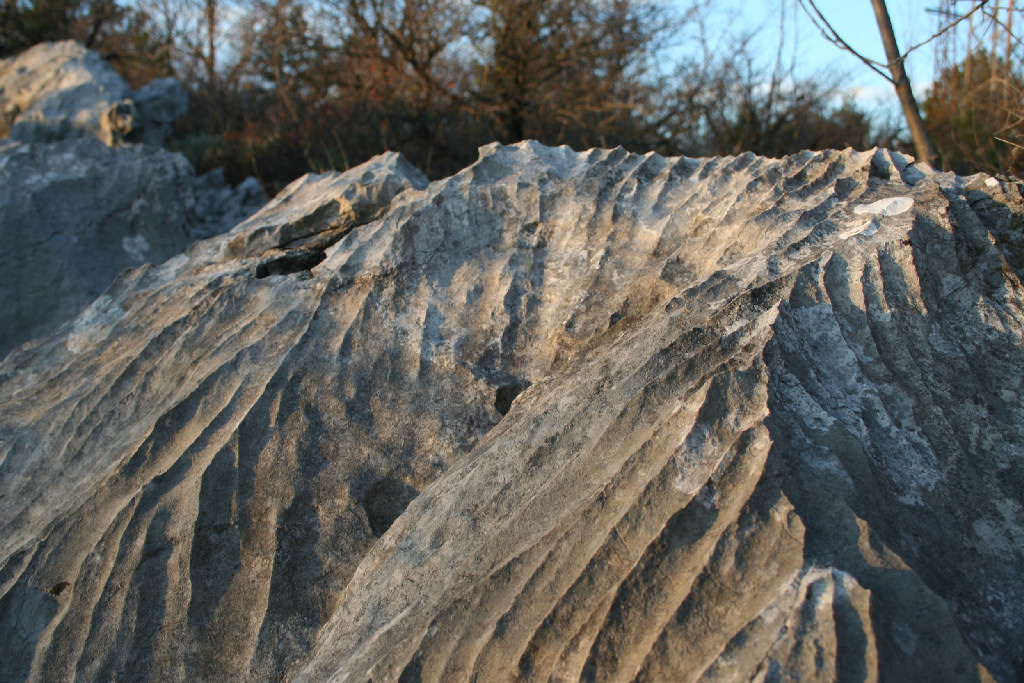
Scannellature

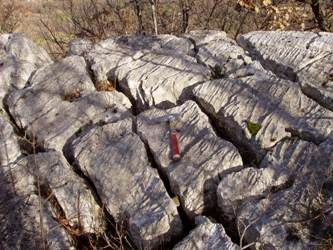
Microforme carsiche superficiali in calcari liassici

Dissolvendosi, le rocce calcaree danno luogo a forme caratteristiche sia nell'ambiente esterno sia nel sottosuolo.
Il paesaggio carsico è praticamente privo di rete idrografica superficiale. In geomorfologia si distingue in carsismo superficiale (epigeo) e carsismo sotterraneo (ipogeo).

### Forme del carsismo superficiale (epigeo)
Le forme del carsismo superficiale vengono classificate, in base alla scala del fenomeno, in microforme e macroforme.
Tra le microforme, si annoverano le scannellature (Rillenkarren in tedesco), i "campi solcati" o "campi carreggiati" (karren in tedesco, lapiez in francese), le docce (solchi più ampi), le vaschette di corrosione (in sloveno kamenitza), i fori di dissoluzione e gli alveoli.
Tra le macroforme più importanti si trovano doline, polje, puli, inghiottitoi, grave a pozzo e valli carsiche.
Noto tra i polje, per fare un esempio, è il lago di Cerknica in Slovenia, che da quasi due secoli viene studiato da scienziati provenienti da tutto il mondo.
In Puglia si hanno diverse manifestazioni del fenomeno carsico, sia disseminate sul promontorio del Gargano, sia interessanti in maniera massiccia l'intero altopiano delle Murge, praticamente dal confine sud dell'asta fluviale dell'Ofanto fino al Mar Ionio, dal tarantino al Salento.
Tra questi si ricordano il pulo di Altamura (la dolina dal diametro maggiore in assoluto, con i suoi oltre cinquecento metri), il Pulo di Molfetta (esemplare dolina di crollo, dalle pareti punteggiate da centinaia di grotte e cunicoli, molti dei quali intercomunicanti), il Pulicchije di Gravina, le gravine stesse (profondi solchi incisi da antichi corsi d'acqua nella roccia calcarenitica) e, tra i fenomeni di carsismo ipogeo, le Grotte di Castellana e la Grotta di Putignano, oltre alle innumerevoli lame.

### Forme del carsismo sotterraneo (ipogeo)

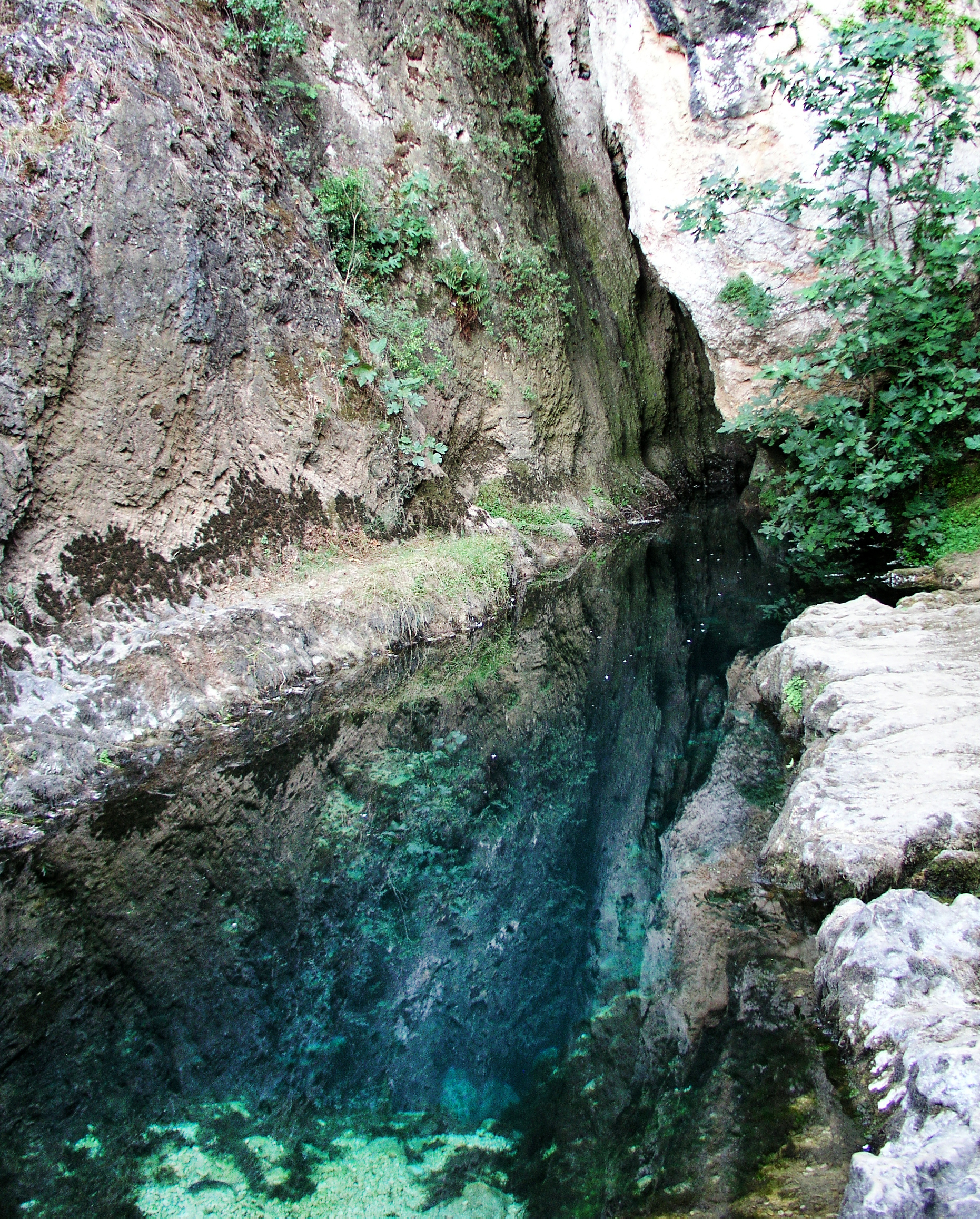
Su Gologone, celebre risorgiva carsica della Sardegna, in territorio di Oliena

Le grotte sono senza dubbio le forme più conosciute, ma esistono anche cunicoli più o meno estesi, come quelli percorsi da fiumi sotterranei, come per esempio il Timavo, che scompaiono dalla superficie terrestre sprofondando nel sottosuolo dove scorrono anche per parecchio tempo prima di tornare all'aperto (risorgive carsiche). L'esplorazione speleologica ha permesso inoltre di rilevare sifoni, condotti e altre forme di collegamento tra cavità ipogee, come per esempio la risorgiva di Su Gologone, nel territorio di Oliena (Sardegna), che è collegata con le grotte della Valle di Lanaitho (Sa Ohe e Su Bentu) e quelle del Supramonte di Urzulei (Sa Rutta de s'Edera e Colostrargiu).
Oltre che forme erosive sono abbondanti le forme deposizionali del carsismo. Infatti, lo stillicidio dell'acqua che penetra dalla superficie crea, con il passare dei secoli e millenni, fantastiche strutture calcaree. Le forme più caratteristiche sono le stalattiti, le stalagmiti, le colonne date dalla loro unione, le colate, le cortine e le varie concrezioni che ornano le pareti delle grotte sotterranee.
Il fenomeno deposizionale è sostanzialmente generato dall'inversione della reazione di dissoluzione carsica. In particolari condizioni di temperatura e flusso idrico il bicarbonato solubile tende a trasformarsi in carbonato di calcio insolubile, che precipita, si deposita e forma le concrezioni.

## Diffusione

### Carsismo in rocce calcaree
Nelle Grotte di San Canziano (15 km a est di Trieste) il fiume Timavo scorre lungo il fondo della grotta, a oltre 100 m sotto la superficie, e poi riaffiora dalle sue risorgive presso Duino (20 km a nord-ovest di Trieste)
- Carso
- Gravina di Laterza
- Gravina di Castellaneta
- Gravina di Massafra
- Grotta delle Torri di Slivia
- Foiba
- Altopiano dei Sette Comuni
- Asiago
- Pulo di Altamura
- Pulo di Molfetta
- Pulicchio di Gravina
- Gurio Lamanna
- Madonie
- Piano Battaglia
- Rocca Busambra e Monti di Palermo
- Grave di Faraualla
- Sótano de las golondrinas
- Parco naturale del Marguareis
- Grotte di Castellana
- Supramonte
- Alpi Apuane
- Grotte di Frasassi
- Grotte di Stiffe
- Valle delle sfingi
- Altopiani di Colfiorito
- Grotte di Collepardo
- Grotte di Capo Caccia e Punta Giglio
- Grotta di Santa Barbara
- Taburno Camposauro (Campo trellica, fontana Bolla)

### Carsismo in gessi
- Parco regionale della Vena del Gesso Romagnola
- Parco regionale dei Gessi Bolognesi e Calanchi dell'Abbadessa

## Galleria d'immagini

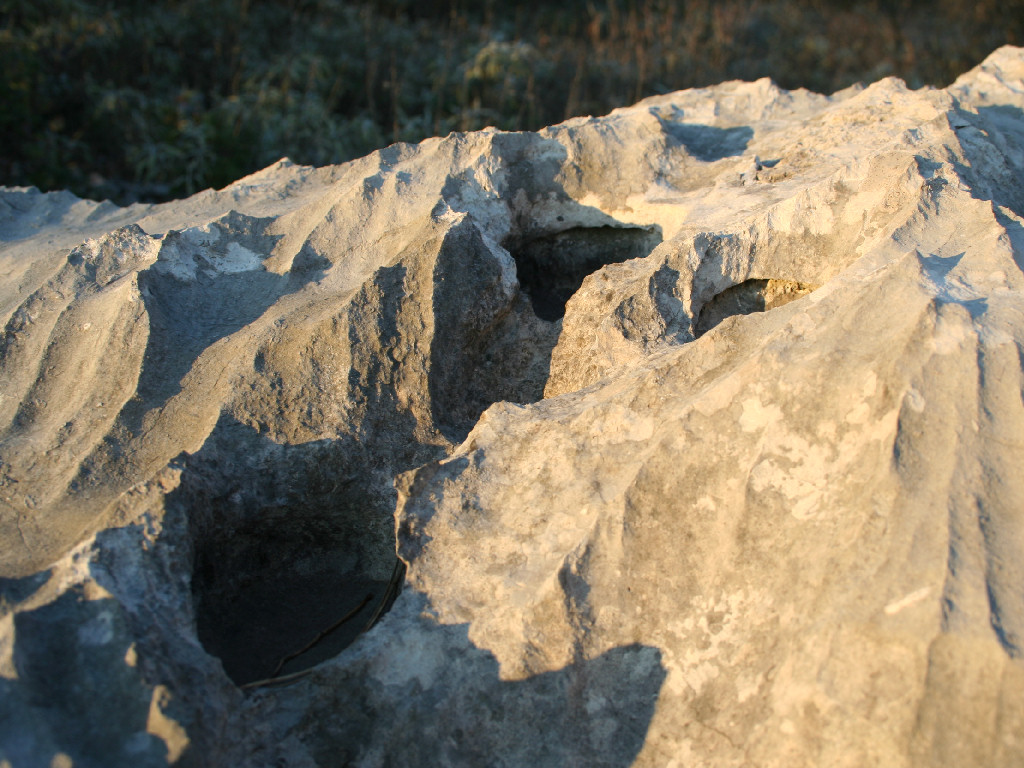
Vaschette di corrosione
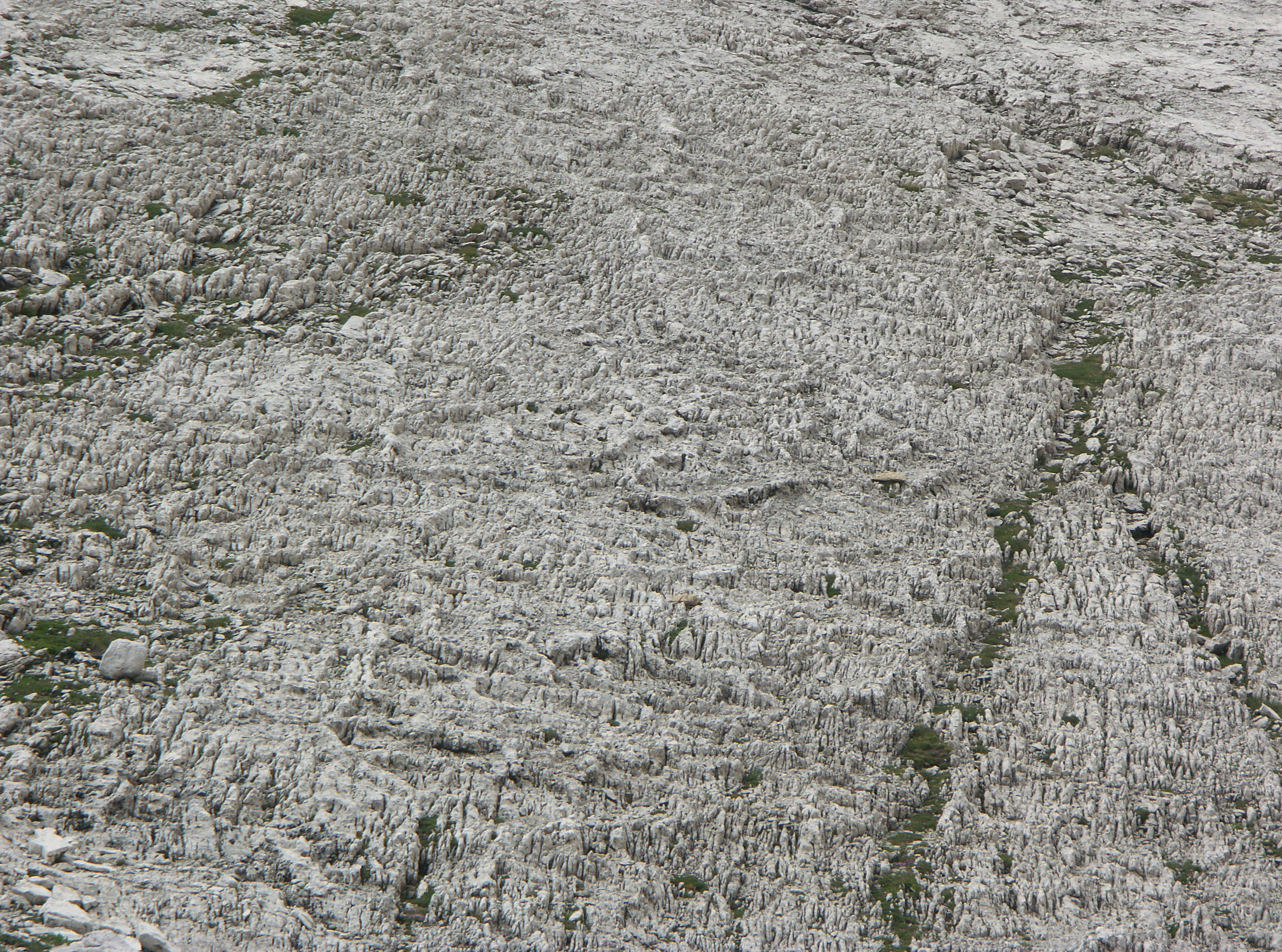
Campi solcati
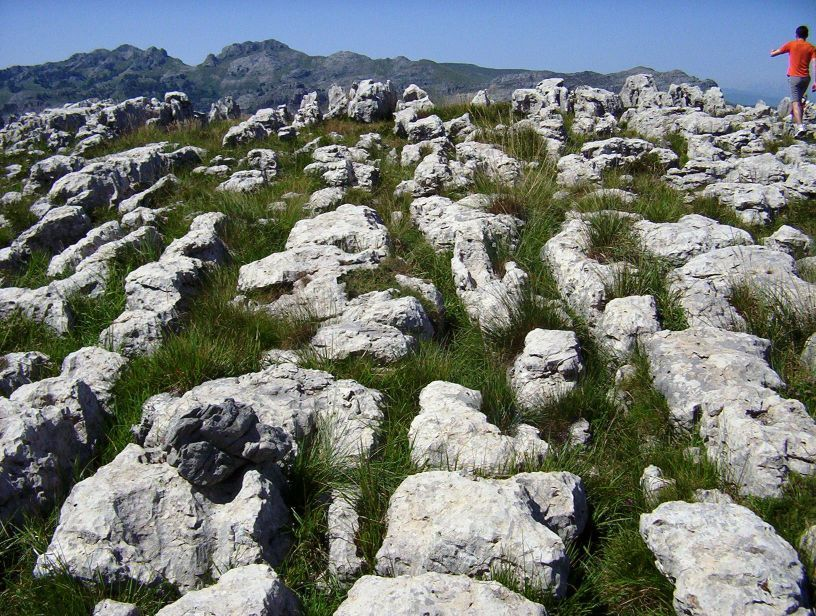
Campi solcati
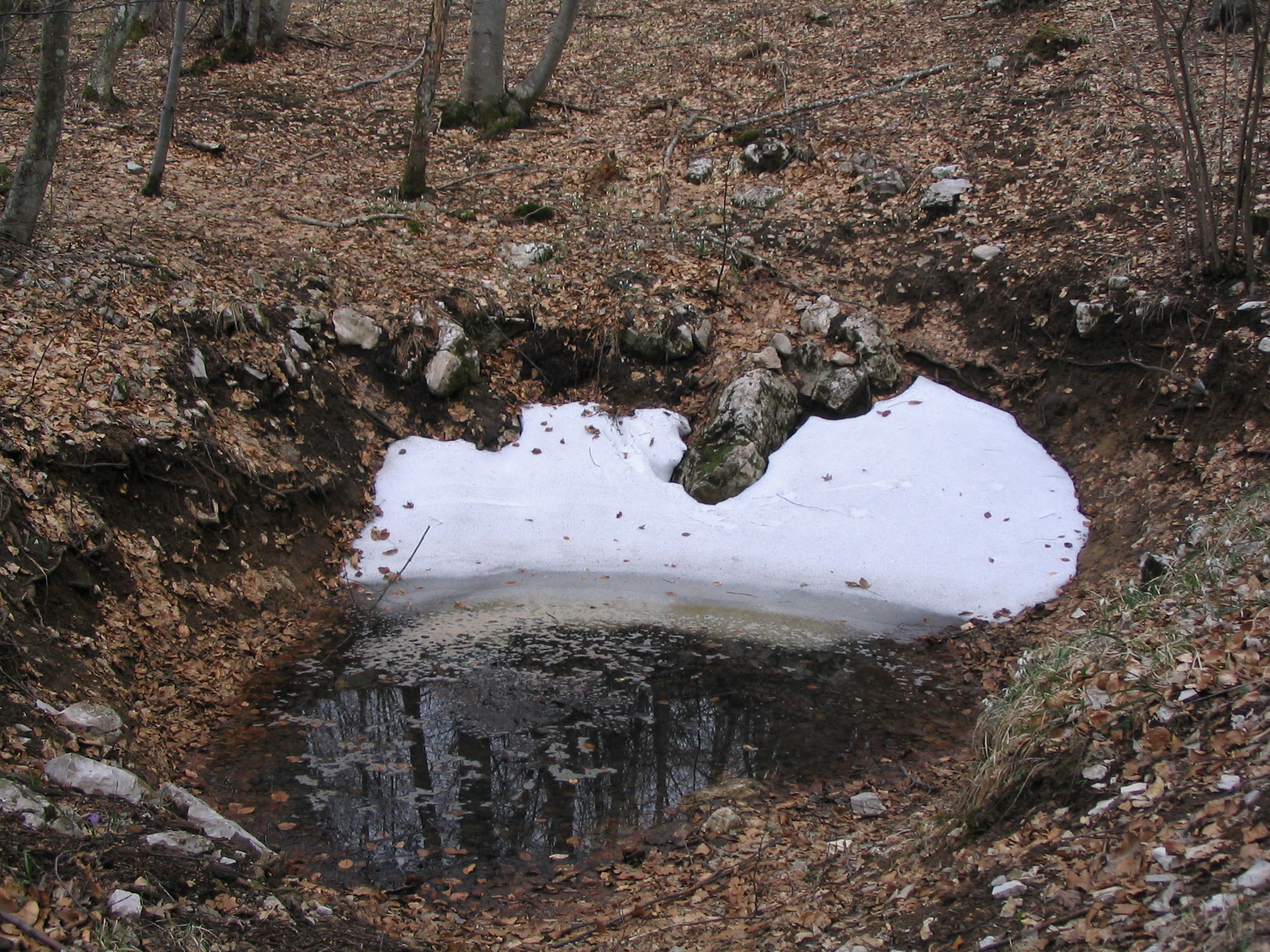
Stagno carsico
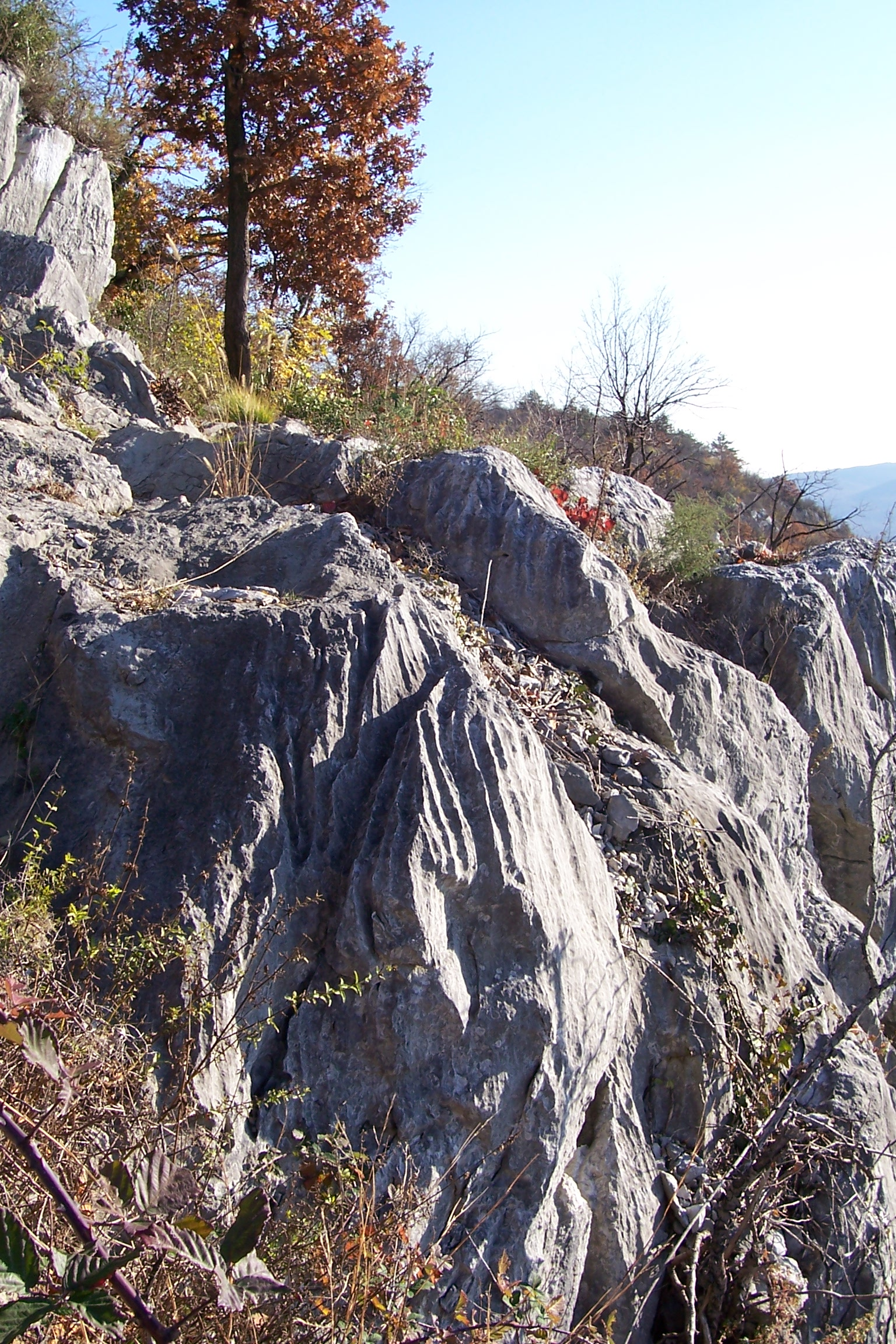
Doberdò del Lago (GO); sono visibili i fenomeni di corrosione superficiale.
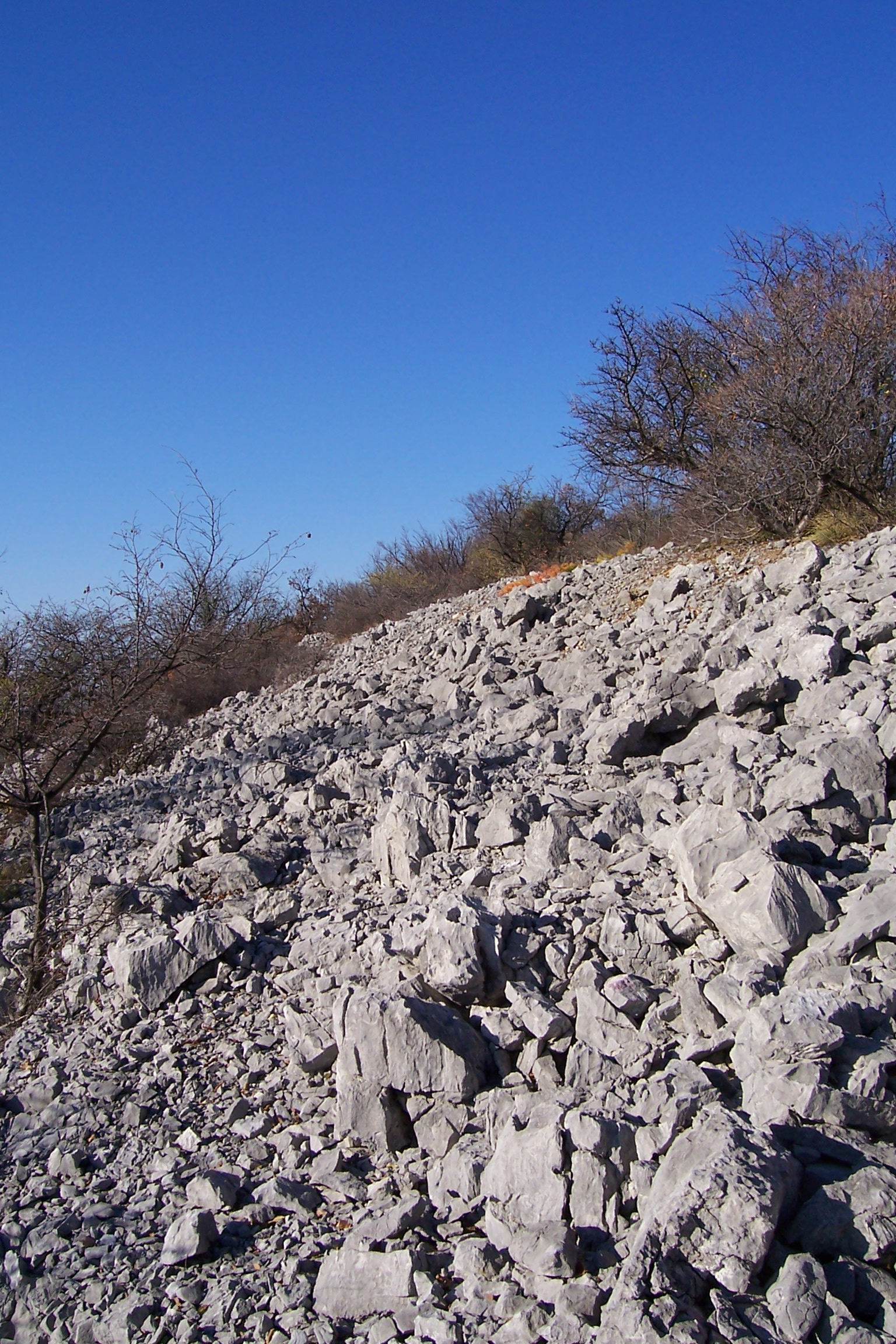
Grize a Doberdò del Lago (GO)
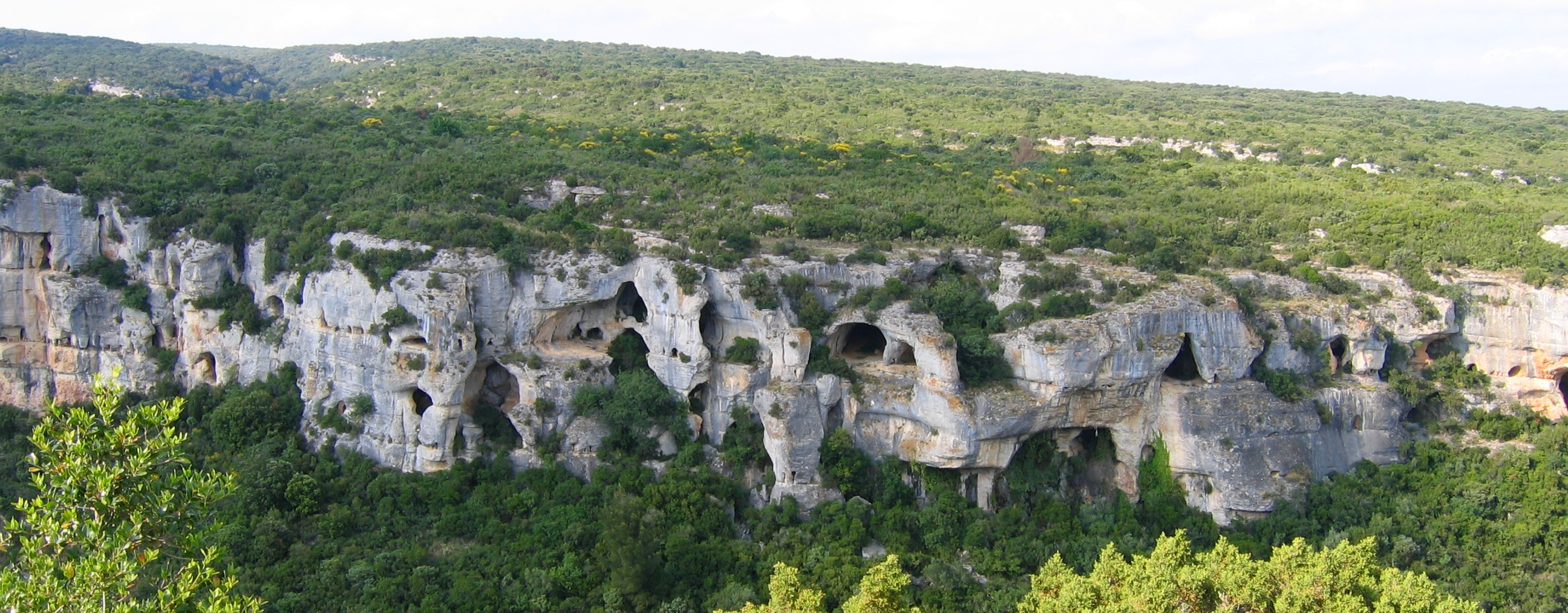
Paesaggio carsico
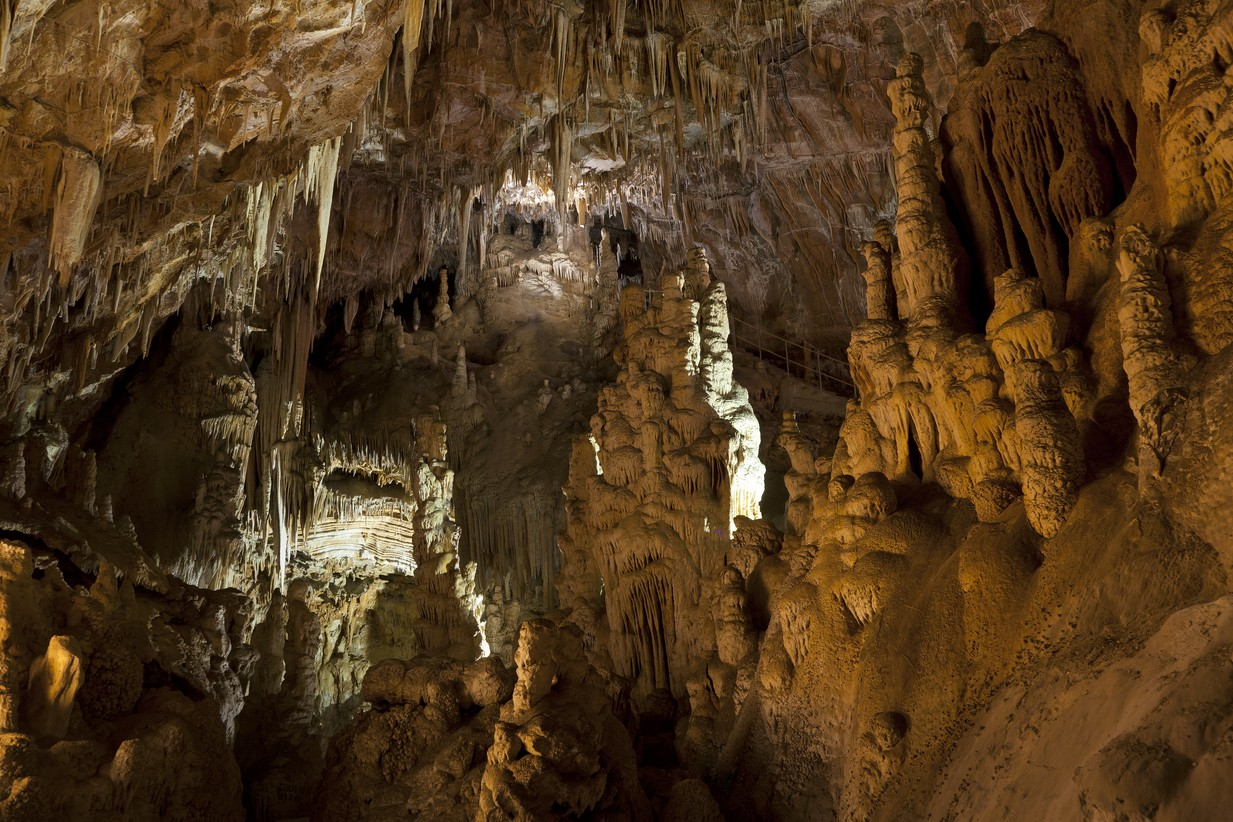
Grotta delle Torri di Slivia nel Comune di Duino-Aurisina (TS)